# Богемський гай
38°28′05″ пн. ш. 123°00′11″ зх. д. / 38.4681° пн. ш. 123.003° зх. д.
Богемський гай — обмежений кемпінг площею 1100 га в Монте-Ріо, Каліфорнія. Заснований у 1878 році, він належить до приватного джентльменського клубу, відомого як Bohemian Club. Щороку в середині липня Богемський гай приймає більш ніж двотижневий табір деяких із найвидатніших людей світу.

## Історія
Традиція літнього табору була заснована через шість років після створення Богемського клубу в 1872 році. Генрі «Гаррі» Едвардс, театральний актор і член-засновник, оголосив, що він переїжджає до Нью-Йорка, щоб продовжити свою кар'єру. 29 червня 1878 року трохи менше 100 жителів Богеми зібралися в Редвудс в окрузі Марін біля Тейлорвілля (сучасний державний парк Семюела П. Тейлора) на вечірку проводів на честь Едвардса. Спиртний напій, і кілька японських ліхтариків наповнювали святкування, і члени клубу пізно усамітнилися в скромному комфорті ковдр, покладених на щільний килимок із хвої секвої. Це святкове зібрання повторилося наступного року без Едвардса і стало щорічним табором клубу. До 1882 року члени Клубу таборували разом у різних місцях як у Марін, так і в окрузі Сонома, включаючи сучасний ліс М'юїр та гай секвої, який колись стояв біля Дунканс-Міллс, за кілька миль вниз за течією Русш-Рівер від нинішнього місця. З 1893 року компанія богемців орендувала поточне місце, а в 1899 році придбала його у Мелвіна Сайруса Мікера, який розвинув успішну лісозаготівлю в цьому районі. Поступово протягом наступних десятиліть члени Клубу придбали землю, що оточувала первісне місце розташування до периметра басейну.
Невдовзі після заснування клубу, ним заволоділи відомі бізнесмени з Сан-Франциско, які надали фінансові ресурси, потрібні для придбання землі та об'єктів у Гроув. Однак вони все ще зберегли «богему» — художників і музикантів, — які продовжували розважати міжнародних членів і гостей.
Гай особливо відомий тим, що у вересні 1942 року там відбулася зустріч з планування Манхеттенського проекту, яка згодом призвела до створення атомної бомби. На цій зустрічі були присутні Ернест Лоуренс, Дж. Роберт Оппенгеймер, голови Виконавчого комітету S-1, такі як президенти Гарвардського, Єльського та Принстонського університетів, а також представники Standard Oil і General Electric, а також різні військові чиновники. У той час Оппенгеймер не був членом S-1, хоча Лоуренс і Оппенгеймер проводили зустріч. Учасники особливо пишаються цією подією та часто розповідають історію новим учасникам.
Колишній президент США Герберт Гувер був прийнятий до Старої гвардії 4 березня 1953 року; він приєднався до клубу рівно 40 років тому, що є вимогою для статусу. Гілки секвої з Гаю були доставлені в готель Волдорф-Асторія в Нью-Йорку, де ними прикрасили банкетний зал для святкування. У своїй промові нагородження Гувер порівняв честь статусу «старої гвардії» зі своєю частою роллю ветерана-радника пізніших президентів.
Інша поведінка в кемпінгу призвела до численних претензій і навіть пародій у популярній культурі. Одним із прикладів є коментарі президента Річарда Ніксона на записі від 13 травня 1971 року, в якому йдеться про вищий клас сан-францисканців: «Богемський гай, який я час від часу відвідую, — це найдивніша річ, яку ви можете собі уявити, той натовп із Сан-Франциско».
У 2019 році наглядова рада округу Сонома повідомила клуб, що 2019 рік буде останнім роком, коли вони забезпечуватимуть безпеку правоохоронними органами.
Попри високий рівень безпеки, у Богемський Гай було здійснено численні гучні успішні проникнення:
- Влітку 1980 року Рік Клогер отримав доступ до Гаю за допомогою службовця та видавав себе за робітника протягом двох вихідних у щорічному таборі. Його зусиллями, перший журнал, що розповів про Гай, був «Mother Jones» за серпень 1981 року[14]. Приблизно в той же час ABC Evening News випустив спеціальний репортаж про Bohemian Grove[15].
- Влітку 1989 року автор журналу Spy Філіп Вайс провів сім днів у таборі, видаючи себе за гостя, що призвело до його статті в листопаді 1989 року «Всередині богемського гаю»[1]. Згодом його виявили та заарештували за незаконне проникнення.
- 15 липня 2000 року Алекс Джонс і його оператор Майк Хенсон таємно увійшли в Богемський гай і зняли кадри церемонії кремації піклування. Джонс стверджував, що це було «ритуальне жертвоприношення»[16][17]. На основі цих кадрів режисер-документаліст Джон Ронсон зняв епізод «Сатанинська тіньова еліта?», в якому він характеризує процес як «розрослу братську вечірку», а Джонс створив «Темні таємниці в Богемському гаю», описуючи те, що він назвав сатанинськими ритуалами[18].
- 19 січня 2002 року 37-річний Річард Маккаслін був заарештований після того, як вночі проник у Богемський Гай, де він влаштував кілька пожеж. Він був добре озброєний, одягнений у маску з черепом і костюм із написом «Фантомний патріот» на грудях[19].